# Zoltán Bereczki
Pour les articles homonymes, voir Bereczki.
Dans le nom hongrois Bereczki Zoltán, le nom de famille précède le prénom, mais cet article utilise l’ordre habituel en français Zoltán Bereczki, où le prénom précède le nom.
Zoltán Bereczki (né le 2 mai 1976) est un chanteur, acteur et producteur hongrois également actif dans le domaine du doublage.

## Biographie
Durant son enfance, Zoltán Bereczki participe à la chorale Magyar Rádió Gyermekkórusa et étudie le violon ainsi que la batterie.
Il est diplômé de la Neumann János Számítástechnikai Szakközépiskola, période sur laquelle il fonde son premier groupe, Styx. Il étudie également l'opéra et le théâtre musical, avant de s'imposer comme un acteur polyvalent, s'investissant notamment dans la comédie musicale ou le cinéma.
Après son diplôme, il enchaîne plusieurs rôles majeurs au Budapesti Operettszínház qui lui permettent d'accéder à la notoriété. 
C'est à cette époque qu'il rencontre Dóra Szinetár, qui deviendra sa femme. Jusqu'à leur divorce, en 2012, leur duo produit plusieurs disques : tous seront des succès, la plupart étant sacrés Disque d'or ou Disque de platine. Ce succès ne sera jamais démenti, qu'ils se produisent ensemble ou en solo. Par ailleurs, ils partagent l'affiche d'un autre spectacle célèbre, Rebecca, dans lequel ils incarnent le couple phare.

## Vie privée
Zoltán Bereczki et Dóra Szinetár se sont mariés le 17 juin 2005 ; il est le beau-père de Márton, issu du précédent mariage de Dóra. En 2007, ils accueillent leur premier enfant, Zora Veronika. Le couple se sépare en 2012.
En 2021, il se marie dans le plus grand secret avec l'actrice Éva Bata. La même année, le couple a une petite fille : Flóra.

## Scénographie sélective
| Titre                              | Rôle                        | Lieu(x) des représentations                          | Note             |
| ---------------------------------- | --------------------------- | ---------------------------------------------------- | ---------------- |
| Fame                               | Nick                        | Vasutas Musical Stúdió                               |                  |
| Elisabeth                          | Franz Joseph                | Budapesti Operettszínház                             |                  |
| A nyomorultak                      | Marius                      | Madách Színház                                       |                  |
| Sors bolondjai                     | Jay Morrison                | Madách Színház                                       |                  |
| Háztűznéző                         | Anucskin                    | Színház- és Filmművészeti Egyetem (Ódry Színpad)     |                  |
| Chicago                            | Billy Flynn                 | Madách Színház                                       |                  |
| A pókasszony csókja                | Molina                      | Madách Színház                                       |                  |
| West Side Story                    | Tony                        | Budapesti Operettszínház                             |                  |
| Kabaré                             | Cliff                       | Budapesti Operettszínház                             |                  |
| Mozart!                            | Emanuel Schikaneder         | Budapesti Operettszínház                             |                  |
| Rómeó és Júlia                     | Mercutio                    | Budapesti Operettszínház                             |                  |
| Helló! Igen?! (Hello Again!)       | Le sénateur                 | Budapesti Operettszínház                             |                  |
| A Szépség és a Szörnyeteg          | Lumière                     | Budapesti Operettszínház                             |                  |
| Jövőre, Veled, Itt!                | George                      | Budapesti Operettszínház                             |                  |
| Rudolf                             | Pfeiffer, le marionnettiste | Budapesti Operettszínház, Szegedi Szabadtéri Játékok |                  |
| Utazás                             | Forradalmár                 | Ferencvárosi Ünnepi Játékok                          |                  |
| Szentivánéji álom                  | Zuboly                      | Budapesti Operettszínház, Szegedi Szabadtéri Játékok |                  |
| Rebecca - A Manderley-ház asszonya | Maxim de Winter             | Budapesti Operettszínház                             |                  |
| Jézus Krisztus Szupersztár         | Pilátus                     | Madách Színház                                       |                  |
| Előbb a has jön, aztán a morál     |                             | Bánfalvy Stúdió                                      |                  |
| Illatszertár                       | Kádár úr                    | Centrál Színház                                      |                  |
| Függöny fel!                       | Garry, Roger Lillicap       | Centrál Színház                                      |                  |
| A Lepkegyűjtő                      | Ferdinand Clegg             | Centrál Színház                                      | D'après L'obsédé |
| Pillanatfelvétel                   | James Dodd                  | Átrium Film-Színház                                  |                  |
| Nemek és igenek                    | Tim                         | Centrál Színház                                      |                  |
| Dolgok, amikért érdemes élni       |                             | Játékszín                                            |                  |

## Filmographie

### Doublage
- Pokémon, le film : Mewtwo contre-attaque : chanson du film
- Le Roi lion 2 : choriste sur Il vit en toi, L'Un des nôtres et la chanson thème
- Ce que veulent les femmes : voix hongroise de Cameron (Eric Balfour)
- La Belle et le Clochard 2 : Scamp
- Lilo et Stitch : David Kawena
- Charlie's Angels 2 : Les anges se déchaînent ! : la voix
- Rocksuli : Tony
- Frère des ours : choriste
- Le Journal intime d'une future star : voix hongroise de Sam (Eli Marienthal)
- Le Marchand de Venise : voix hongroise de Lancelot Gobbo (Mackenzie Crook)
- Dinotopia : un épisode
- Charlie et la Chocolaterie : Oompa Loompa (chant)
- La Véritable Histoire du Petit Chaperon rouge : chanson
- Barbie, princesse de l'Île merveilleuse : Pat
- Les Schtroumpfs : Schtroumpf à Lunettes
- Les Schtroumpfs (bonus) : Le Noël des Schtroumpfs : Schtroumpf à Lunettes
- Le Lorax : Le Gash-pilleur jeune
- Les Schtroumpfs 2 : Schtroumpf à Lunettes
- Les Schtroumpfs (bonus) : la légende du cavalier sans tête : Schtroumpf à Lunettes
- Khumba : Khumba
- Les Schtroumpfs et le Village perdu : Schtroumpf à Lunettes
- Les Trolls : Branch (voix parlée et chantée)
- Les Trolls 2 Tournée mondiale : Branch (voix parlée et chantée)

### Cinéma
- Helyfoglalás, avagy a mogyorók bejövetele (2000) : ?
- Être sans destin (2005) : Darázs

### Téléfilms
- Postarablók (1985)
- Hosszú szökés (1987)
- Nekem lámpást adott kezembe az Úr Pesten (1999)
- Le prince et le pauvre (2000) : le valet de pied
- Pasik (2000)
- Egy szerelem gasztronómiája (2017) : Lőrinc

### Émissions, apparitions à la télévision
- Csináljuk a fesztivált 1,2,3 (2007-2008)
- Musical slágerek (2008)
- Szombat esti láz- műsorvezető (2008)
- Broadway Szilveszter - a Budapesti Operettszínház szilveszteri műsora – 2009.12.31.
- Nagy Duett szereplő (2011), zenei producer (2013)
- Megasztár 6-zsűritag (2012)
- Sztárban Sztár - 1. helyezés (2013 ; 2016 ; 2017 ; 2019 ; 2020)
- Dancing with the stars (2021 - maintenant)

## Discographie

### En solo
| Album   | Année | Classement dans le Top 40 albums de MAHASZ |
| Száz év | 2001  | -                                          |
| Álomkép | 2010  | 2                                          |

### Duo avecDóra Szinetár
| Album             | Année | Classement dans le Top 40 albums de MAHASZ | Certification            |
| Musical Duett     | 2007  | 1                                          | Double disque de platine |
| Musical Duett 2.  | 2008  | 1                                          | Disque de platine        |
| Musical Duett Box | 2008  | 11                                         | Disque d'or              |
| Musical Koncert   | 2009  | 4                                          | -                        |
| Duett Karácsony   | 2010  | 1                                          | Disque de platine        |
| Duett             | 2011  | -                                          | -                        |

### Participation
| Album | Année | Classement dans le Top 40 albums de MAHASZ | Certification |
| --- | ----- | ------------------------------------------ | ------------- |
| Mozart! | 2003  |                                            |               |
| Rómeó és Júlia                                                                                             | 2004  | 5                                          | Disque d'or   |
| Mindhalálig musical                                                                                        | 2005  |                                            |               |
| A Szépség és a Szörnyeteg, chanson "A szépség és a szörnyeteg"                                             | 2005  | 1                                          | -             |
| Now.hu 9. Válogatás, chanson "Fény"                                                                        | 2006  |                                            |               |
| Csináljuk a fesztivált, chanson "Holnap hajnalig"                                                          | 2007  | -                                          | -             |
| Új Juventus mix, chanson "Fény"                                                                            | 2007  | 1                                          | Disque d'or   |
| Csináljuk a fesztivált 3, chanson "Billie Jean"                                                            | 2008  | 11                                         | -             |
| Ha egy férfi igazán szeret, chanson "Who wants to live forever"                                            | 2008  | 1                                          | Disque d'or   |
| Neo FM - Best Of, chanson "Ajándék"                                                                        | 2010  |                                            |               |
| Rebecca - A Manderley-ház asszonya, chanson "Úgy kísért e jégmosoly" "Elmúlt az éj", "Manderley lángokban" | 2010  | 1                                          | Disque d'or   |
| Radics Gigi - Vadonatúj Érzés, chanson "Látomás"                                                           | 2012  |                                            |               |
| Karácsonyi gyertyák, chanson "Ajándék"                                                                     | 2012  |                                            |               |

### Vidéographie
- 2005 –  Rómeó és Júlia - musical (Budapesti Operettszínház)
- 2007 – Musical karaoke (Budapesti Operettszínház)
- 2007 – Csináljuk a fesztivált (CD+DVD)
- 2008 – Csináljuk a fesztivált 3. (CD+DVD)
- 2009 – BERECZKI ZOLTÁN - SZINETÁR DÓRA Musical Duett Koncert

### Clips musicaux
- Száz év
- Száguldj tovább!
- Ajándék
- Kerek egész
- Choices
- Csillagtérkép
- Elvarázsolt éj
- Viharfelhő

## Récompenses
- Prix Help Snail (2005)
- Prix EMeRTon - Acteur musical de l'année (2006)
- Prix Phonogram - Album familial de l'année : Zoltán Bereczki et Dóra Szinetár pour Musical Duett (2008)
- Prix Story Ötcsillag (2008)
- Prix Phonogram - Album familial de l'année : Zoltán Bereczki et Dóra Szinetár pour Musical Duett 2 (2009)
- L'artiste le plus polyvalent de Hongrie, remporté la première saison de l'émission Sztárban stár (2013)
- Prix du public au Théâtre Centrál (2015)
- Prix Allee Elegance (2015)
- Prix du meilleur membre du jury - Prix de la télévision et des journalistes (2020)